# Мегакариобласт

Гемопоэз

Мегакариобласт — предшественник клетки промегакариоцита, которая в свою очередь, становится мегакариоцитом во время гемопоэза. Она начинает серию тромбоцитов.

## Форма и структура
Мегакариобласт — самый большой из известных бласт костного мозга, его размер составляет 25-35 мкм. Ядро округлой формы с 2-4 ядрышками. Структура хроматина крупно-сетчатая, некоторые нити высокой плотности. Базофилия цитоплазмы очень сильная, гранулы отсутствуют.

## Образование
Мегакариобласты происходят из колониеобразующих единиц CFU-Me гемопоэтических стволовых клеток широкого спектра действия. (Некоторые источники используют термин «CFU-Meg» для обозначения колониеобразующей единицы.)